# Maurizio Bach
Maurizio Bach (* 6. April 1953 in Trient, Italien) ist ein deutscher Soziologe.
Maurizio Bach studierte Politikwissenschaft und Soziologie an der Universität Hannover, unter anderem bei Oskar Negt und Peter Brückner. Promoviert wurde er mit der Arbeit Die charismatischen Führerdiktaturen. Drittes Reich und italienischer Faschismus im Vergleich ihrer Herrschaftsstrukturen am Europäischen Hochschulinstitut in Florenz, wo er auch als Forschungsattaché (1987–1989) tätig war. Danach wechselte er als wissenschaftlicher Assistent von M. Rainer Lepsius an das Institut für Soziologie der Universität Heidelberg. Im Jahre 1996 erfolgte seine Habilitation an der Universität Konstanz mit der Schrift Jenseits des rationalen Handelns. Vilfredo Paretos Grundlagen einer soziologischen Handlungstheorie. Von 2000 bis zu seiner Emeritierung im April 2019 lehrte Bach Soziologie an der Universität Passau. Im April 2020 wurde Bach als Seniorprofessor für Soziologie an die Europa-Universität Flensburg berufen. 
Er nahm Gastprofessuren in den USA (Western Michigan University), Zürich, Trient, in Brasilien (Juiz de Fora; Sao Paulo, USP; Bundesuniversität Rio de Janeiro) und Rom (La Sapienza) wahr. Er ist seit 2008 Mitherausgeber der Zeitschrift für Politik und war von 2008 bis 2014 Sektionssprecher der Deutschen Gesellschaft für Soziologie Sektion Europasoziologie (vormals Sektion Ost- und Ostmitteleuropasoziologie). Bach ist Mitglied im Netzwerk Wissenschaftsfreiheit.
Seine Schwerpunkte sind: Politische Soziologie, Europasoziologie, Soziologie der europäischen Integration, Vergleichende historisch-soziologische Faschismusforschung, Klassiker der Soziologie (insbesondere Vilfredo Pareto und Max Weber) und allgemeine Gesellschaftstheorie.

## Schriften (Auswahl)
Monografien
- Klassiker der Soziologie. Nomos, Baden-Baden 2023, ISBN 978-3-7560-0506-2.
- gemeinsam mit Stefan Breuer: Faschismus als Bewegung und Regime. Italien und Deutschland im Vergleich. VS-Verlag für Sozialwissenschaften, Wiesbaden 2010, ISBN 978-3-531-17369-6.
- Einführung in die Gesellschaftstheorie. Stutz, Passau 2009, ISBN 978-3-88849-401-7.
- Europa ohne Gesellschaft. Politische Soziologie der europäischen Integration. VS-Verlag für Sozialwissenschaften, Wiesbaden 2015, ISBN 978-3-531-16957-6.
- Jenseits des rationalen Handelns. Zur Soziologie Vilfredo Paretos. VS-Verlag für Sozialwissenschaften, Wiesbaden 2004, ISBN 3-531-14220-8.
- Die Europäisierung nationaler Gesellschaften (= Kölner Zeitschrift für Soziologie und Sozialpsychologie. Bd. 40). Westdeutscher Verlag, Opladen 2000, ISBN 3-531-13591-0.
- Die Bürokratisierung Europas. Verwaltungseliten, Experten und politische Legitimation in der Europäischen Union. Campus Verlag, Frankfurt am Main 1999, ISBN 3-593-35743-7.
- Die charismatischen Führerdiktaturen. Drittes Reich und italienischer Faschismus im Vergleich ihrer Herrschaftsstrukturen (= Nomos-Universitätsschriften. Bd. 9). Nomos Verlag, Baden-Baden 1990, ISBN 3-7890-2106-7.

Herausgeberschaften
- mit Barbara Hönig: Europasoziologie. Handbuch für Wissenschaft und Studium, Baden-Baden 2017, ISBN 978-3-8487-2456-7.
- Der entmachtete Leviathan. Löst sich der souveräne Staat auf? (= Zeitschrift für Politik. Bd. 5). Nomos Verlag, Baden-Baden 2013, ISBN 3-8329-7985-9.
- mit Anton Sterbling: Soziale Ungleichheit in der erweiterten Europäischen Union (= Beiträge zur Osteuropaforschung. Bd. 14). Krämer Verlag, Hamburg 2008, ISBN 3-89622-088-8.
- mit Christian Lahusen und Georg Vobruba: Europe in Motion. Social Dynamics and Political Institutions in an Enlarging Europe. edition sigma, Berlin 2006, ISBN 3-89404-536-1.